# وایت اووک (کارولینای شمالی)
وایت اووک (به انگلیسی: White Oak) شهری در ایالت کارولینای شمالی کشور ایالات متحده آمریکا است که جمعیت آن در سرشماری سال ۲۰۱۰ میلادی، ۳۳۸ نفر بوده‌است.